# Демосфен
Демосфе́н, або Демосте́н (грец. Δημοσθένης; 384 до н. е., Верхня Пеанія — 322 до н. е., Порос) — давньогрецький оратор, логограф, політичний діяч. Входить до канону 10 ораторів, визнаний найвидатнішим представником грецької риторики, блискучим стилістом і видатним політиком. Із 351 до н. е. лідер антимакедонського угруповання. Закликав греків до боротьби проти царя Македонії Філіппа ІІ, домігся створення антимакедонської коаліції грецьких полісів, яка не привела до успіху, і в 338 до н. е. установилося правління Македонії в Греції. Після смерті Александра Македонського організував повстання, що не мало успіху, і, щоб не потрапити до рук македонців, отруївся.

## Ранні роки
Демосфен народився в Афінах, у заможній родині власника зброярні, якого мав таке саме ім'я. Мати — Клеобула — походила з Боспорського царства, була донькою місцевого сановника і багатої скіф'янки. Пізніше супротивник Демосфена Есхін ставив йому у докір скіфське походження. Сам оратор у своїх промовах часто виступав на боці інтересів Боспорського царства.
Після смерті батька у віці семи років Демосфен втратив статок через несумлінних опікунів і вирішив домагатися відновлення своїх прав у суді. З цією метою вправлявся у красномовстві в Ісея. У віці 20 років Демосфен розпочав процес з повернення спадку і виграв його, однак розтраченого майна не одержав. У результаті він став логографом, складаючи промови для клієнтів — спочатку для приватних процесів, а потім також і для політичних, які принесли йому славу. Через вади вимови терпляче працював над дикцією, вправлявся під керівництвом актора Сатира, зачитувався Ісократом, Фукідідом і Платоном.

## Політична кар'єра
Демосфен став знаний як оратор близько 354 до н. е., коли виступив із першою політичною промовою «Про податні округи» (Peri symmorion), у якій закликав афінян до реформування податкової системи і розширенні військового флоту, необхідного для боротьби з експансією македонського правителя Філіппа II. Незабаром став лідером антимакедонської партії й у своїх знаменитих політичних промовах, які отримали назву «філіппіки», попереджав афінян про загарбницьку політику Філіппа II, закликав греків захищати волю і демократичний лад, боровся проти олігархічних промакедонських угруповань, на чолі яких серед інших знаходився його головний супротивник Есхін. Енергійна діяльність Демосфена призвела в 340 до н. е. до об'єднання грецьких держав під керівництвом Афін, а його найзначнішим політичним досягненням було схилення Фів до укладання союзу з Афінами проти Філіппа II, який підкупом і обіцянками намагався забезпечити дружбу фіванців з огляду на стратегічне розташування їхньої країни.
Битва при Херонеї (338 до н. е.) визначила перемогу македонців. У надгробній промові на честь полеглих у цьому бою він прославляв політику Афін, їхню боротьбу за волю і демократичний лад, таврував продажних політиків із промакедонського табору. Після поразки Демосфен зайнявся внутрішніми справами Афін, у тому числі відбудовою фортифікацій. На знак визнання його заслуг Ктесіфонт виступив із пропозицією нагородити Демосфена золотим вінком. Цьому заперечив Есхін, який поставив у провину Ктесіфонту неправомірність пропозиції і при цьому нападав на Демосфена. Він відповів відомою промовою «Про вінок», у якій, захищаючи Ктесіфонта, дав звіт про своє життя і протиставив власну діяльність в інтересах держави промакедонській політиці Есхіна і його прибічників. Вінок був йому присуджений.

## Справа Гарпала. Смерть
Втягнений у справу Гарпала, скарбника Александра Македонського, Демосфен знову постав перед судом у 324 до н. е. і був звинувачений у розтраті 20 талантів, котрі він мав направити на державні потреби, і був покараний штрафом у 50 талантів. Оскільки він не міг їх заплатити, то був ув'язнений, звідки йому вдалося втекти. Він оселився на острові Егіна і тріумфально повернувся в Афіни після смерті Александра Македонського, де знову закликав до боротьби з Македонією. Штраф урочисто було вирішено уплатити за державні кошти як приношення Зевсу.
Коли 322 до н. е. Афіни в битві при Кранноні зазнали поразки у Ламійській війні, новий правитель Македонії Антипатр зажадав смерті Демосфена. Намагаючись втекти від переслідувачів, оратор покінчив із собою на острові Калаврія, сучасний Порос, в храмі Посейдона прийнявши отруту.
На постаменті статуї Демосфена співгромадяни викарбували такі рядки:

| Будь у тебе, Демосфене, сила, рівна розумові, Воїнству македонян Греції не скорити б. |

## Праці
Під іменем Демосфена збереглася 61 політична і судова промова. Промови на приватних процесах, автентичність яких здебільшого під сумнівом, цікаві головним чином з погляду досліджень права, вивчення звичаїв й історичних подій. Популярність серед сучасників і нащадків принесли Демосфену політичні промови, а особливо 3 Олінтійські промови (Olynthiakoi logoi І-ІІІ), 3 Філіппіки (Kata Philippon), з яких остання мала дві редакції, і промова Про вінок, або На захист Ктесіфонта (Hyper Ktesiphontos peri tu stephanu). В Олінтійських промовах, створених у 349-348 до н. е. Демосфен закликає прийти на допомогу Олінфу, якому загрожує вторгнення Філіппа II, таврує бездіяльність і політичну недалекоглядність Афін, виступає за проведення податкових реформ, і насамперед за ліквідацію так званого театрального фонду і направлення всіх бюджетних надлишків на зміцнення афінської армії і флоту. Коли, попри допомогу афінського флоту, Олінф пав, а Філіпп II, захопивши південне узбережжя Херсонеса, Амфіполіс, Підну й Потидею, заволодів потім Фокідою, Демосфен виступає проти небезпеки загарбання всієї Греції у своїх «філіппіках». Він детально аналізує політичне становище Афін, бореться з пасивністю й занепалим духом співвітчизників і, передбачаючи прекрасне майбутнє своєї країни, закликає всіх греків боротися за волю. У цих виступах він досягає вершин свого красномовства.
Інші політичні промови Демосфена: Про ситуацію на Херсонесі (Peri tu en Chersonesego), Про перевищення повноважень посла (Peri parapresbeias) — звинувачення Есхіна в зрадництві інтересів Афін під час переговорів, пов'язаних із так називаним Філократовим миром. Про податкові округи (Peri symmorion), У захист волі родосців (Peri tes Rhodion eleutherias); Проти Аристократа (Kata Aristokratus). Промови Демосфена відрізняє ретельна продуманість як змісту, так і висловлювань.
Демосфен вважається найвидатнішим представником так званого високого стилю, хоча він майстерно використовував також середній і простий стилі. Він уникав прикрас, але не відкидав незвичних конструкцій і анаколуфи. Використовував сильні, хоча і прості метафори, а побудова речень слугувала йому для підкреслення ходу думки. Форму він підпорядковував змісту. Демосфен захоплював слухачів логікою аргументів, силою почуття, виразністю вимови, а також специфічною ритмікою прози. Цицерон та Квінтіліан визнавали його найпершим грецьким оратором, він був популярним у Європі нового часу, а його промови неодноразово коментувалися, його наслідували, зокрема, Боссюе, Фенелон, Луї де Монтеск'є та Оноре Мірабо.

## Ораторство
Саме Демосфена вважають найбільшим політичним оратором Давньої Греції. За свідченнями сучасників, першу промову Демосфена публіка зустріла градом глузувань: гаркавість і слабкий від природи голос оратора не імпонували темпераментним афінянам. Проте згодом виявилося, що у кволому зовні юнакові жив воїстину могутній дух. Безупинною працею та тренуванням він здобув перемогу над собою. Давні автори писали:
| Неясну, шепеляву вимову він долав, вкладаючи до рота камінці і читав на пам'ять уривки з поем, голос зміцнював бігом, розмовою на крутих підйомах…» |
Також розповідали, що він щодня йшов на берег моря й там годинами декламував вірші, намагаючись звуками свого голосу заглушити шум прибережних хвиль.
Щоб позбутися мимовільного посмикування плечей, він вішав над собою гострий спис, що заподіював йому біль при будь-якому необережному русі. Наполегливість та енергія перемогли. Демосфен переборов фізичні вади, довів ораторську техніку до досконалості, став найбільшим політичним оратором. Своїм прикладом він підтвердив найважливіший принцип: оратором може стати практично кожний, якщо не пошкодує для цього часу і праці. У своїх промовах Демосфен робив ставку на вплив публічного виступу на психіку людей, на їхню волю й емоції. Такому впливові сприяли відмінно поставлений голос Демосфена і ретельно пророблений ним текст промови з опорними і кодовими фразами. Кожна така фраза у сполученні з чудово відпрацьованою мімікою та жестикуляцією поетапно трансформувала психіку мас у потрібному ораторові напрямку так, що люди самі не помічали моменту, коли під впливом слова Демосфена переходили на його бік, навіть бувши споконвічно налаштованими проти ідей виступаючого. На питання: що складає найістотнішу чесноту оратора, Демосфен завжди відповідав:
| По-перше, вимова, по-друге, вимова і, по-третє, знов-таки вимова» |
Оратор Демосфен у своїх промовах закликав афінян до енергійної політики, викриваючи бездіяльність і продажність афінських правителів, і намагався згуртувати грецькі поліси для спільної боротьби з ворогом. Його полум'яні промови були результатом великої праці, а ораторські прийоми будувалися на глибокому знанні психології слухачів. Демосфен гармонійно поєднав ораторську майстерність із пристрастю борця, переконаного в правоті своєї справи. Він стверджував:
| «Не слова і не звук голосу складають славу оратора, а напрямок його політики» |